# Eesti Karikas 1993-1994
La Coppa d'Estonia 1993-1994 (in estone Eesti Karikas) è stata la 2ª edizione del torneo dopo l'indipendenza dell'Estonia. Il Norma Tallinn ha vinto il trofeo, il primo della sua storia.

## Formula
Si disputarono cinque turni: i primi tre con gare di sola andata, mentre nelle semifinali si giocarono gare di andata e ritorno. La finale fu in gara unica.
Le squadre di seconda e terza divisione entrarono in scena tra il primo e il secondo turno. Undici delle dodici formazioni della Meistriliiga 1993-1994 (l'ESDAG Tartu non partecipò) entrarono in scena solo a partire dagli ottavi di finale.

## Primo turno
| Squadra 1           | Risultato       | Squadra 2        |
| ------------------- | --------------- | ---------------- |
| Lelle               | 3 - 3 (6-5 dcr) | Olümpia Maardu   |
| Pena Jõhvi          | 2 - 1 (dts)     | Irbis Kiviõli    |
| Järvamaa            | [ 1 ]           | MSK Viljandi     |
| Tulevik Viljandi    | 1 - 0           | Lokomotiiv Valga |
| Raasiku             | 2 - 7           | Paber Kehra      |
| Fööniks-Sport Valga | 1 - 0           | Tartu Autoveod   |

## Secondo turno
| Squadra 1           | Risultato | Squadra 2             |
| ------------------- | --------- | --------------------- |
| Kalev Pärnu         | 4 - 1     | MSK Viljandi          |
| Pena Jõhvi          | 5 - 0     | NOVA Jõgeva           |
| Lelle               | 1 - 3     | Jalgpallikool Tallinn |
| Paber Kehra         | 1 - 7     | Serveni               |
| Fööniks-Sport Valga | 0 - 10    | Tulevik Viljandi      |

## Ottavi di finale
| Squadra 1        | Risultato       | Squadra 2             |
| ---------------- | --------------- | --------------------- |
| Flora Tallinn    | 2 - 1           | Tevalte Tallinn       |
| EP Jõhvi         | 2 - 4           | Norma Tallinn         |
| Serveni          | 1 - 4           | Dünamo Tallinn        |
| Sadam Tallinn    | 3 - 0           | Merkuur Tartu         |
| Tulevik Viljandi | 1 - 4           | Tervis Pärnu          |
| Nikol Tallinn    | 2 - 0           | Kalev Sillamäe        |
| Trans Narva      | 0 - 0 (5-4 dcr) | Pena Jõhvi            |
| Kalev Pärnu      | 0 - 1           | Jalgpallikool Tallinn |

## Quarti di finale
| Squadra 1     | Risultato       | Squadra 2             |
| ------------- | --------------- | --------------------- |
| Norma Tallinn | 10 - 0          | Jalgpallikool Tallinn |
| Flora Tallinn | 1 - 0           | Sadam Tallinn         |
| Trans Narva   | 0 - 0 (5-4 dcr) | Nikol Tallinn         |
| Tervis Pärnu  | 0 - 4           | Dünamo Tallinn        |

## Semifinali
| Squadra 1      | Totale      | Squadra 2     | Andata | Ritorno |
| -------------- | ----------- | ------------- | ------ | ------- |
| Dünamo Tallinn | 1 - 6       | Trans Narva   | 1 - 5  | 0 - 1   |
| Norma Tallinn  | 1 - 1 (gfc) | Flora Tallinn | 0 - 0  | 1 - 1   |

## Finale
| Squadra 1     | Risultato | Squadra 2   |
| ------------- | --------- | ----------- |
| Norma Tallinn | 4 - 1     | Trans Narva |

| Arbitro: | Oleg Timofeev |

|                                       |           |             |
| Saks 56’, 76’ Tšmil 65’ Vilderson 75’ | Marcatori | 56’ Toštšev |